# Serwal sawannowy

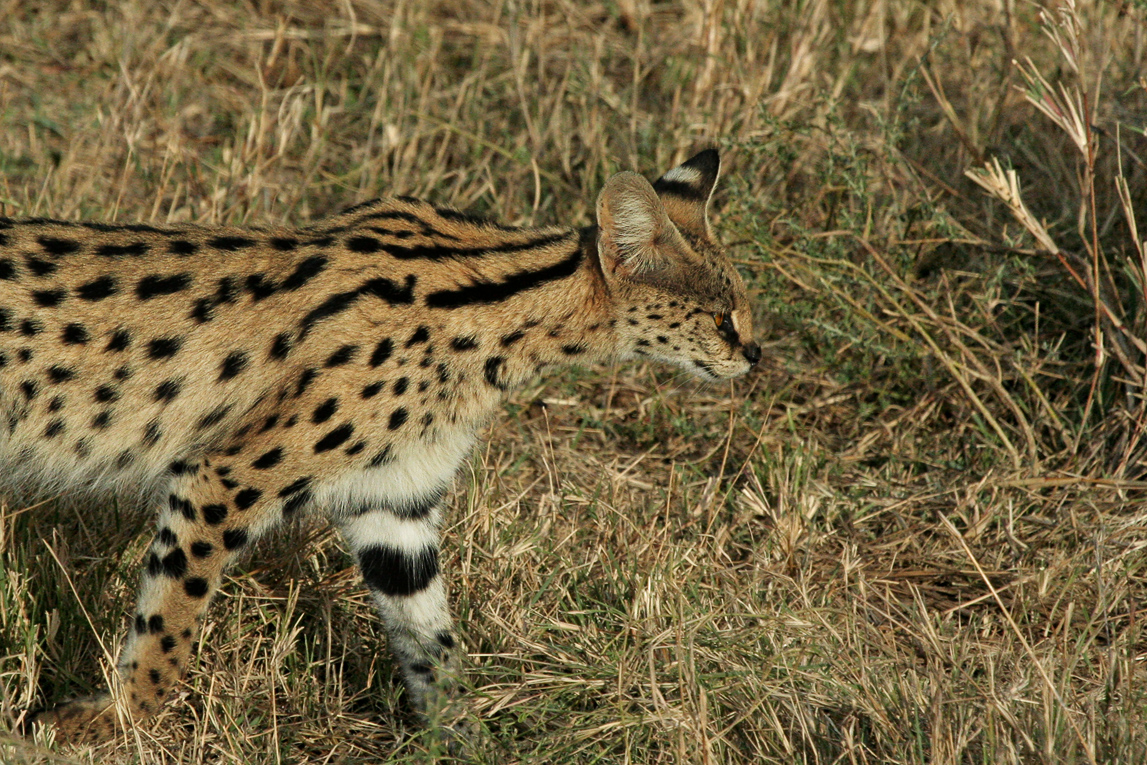
Serwal w Parku Narodowym Serengeti

Serwal sawannowy, serwal (Leptailurus serval) – gatunek drapieżnego ssaka z podrodziny kotów (Felinae) w obrębie rodziny kotowatych (Felidae).

## Taksonomia
Gatunek po raz pierwszy zgodnie z zasadami nazewnictwa binominalnego opisał w 1776 roku niemiecki przyrodnik Johann Christian Daniel von Schreber, umieszczając nowo opisany gatunek w rodzaju Felis i nadając mu epitet gatunkowy serval. Miejsce typowe to według oryginalnego opisu „wschodnie Indie i Tybet na terenach górskich, być może także na Przylądku Dobrej Nadziei i w gorącej Afryce”; ograniczone w 1924 roku przez amerykańskiego zoologa Joela Allena do „rejonu Przylądka Dobrej Nadziei w Południowej Afryce”. Holotyp to plansza barwna o numerze 34 z publikacji de Buffona z 1765 roku; okaz, na podstawie którego powstał rysunek, nie został dotychczas odnaleziony. Jedyny żyjący przedstawiciel rodzaju serwal (Leptailurus).
Taksonomia dotycząca podgatunków wymaga rewizji przy użyciu analiz molekularnych. Tradycyjnie rozpoznawanych jest od siedmiu do osiemnastu podgatunków, ale badania oparte głównie o względy geograficzne uznają tylko trzy podgatunki. Podstawowe dane taksonomiczne podgatunków (oprócz nominatywnego) przedstawia poniższa tabelka:
| Podgatunek         | Oryginalna nazwa           | Autor i rok opisu | Miejsce typowe         | Holotyp |
| ------------------ | -------------------------- | ----------------- | ---------------------- | --- |
| L. s. constantinus | Felis constantina          | (Forster, 1780)   | Konstantyna, Algieria. | Zwierzę w królewskiej menażerii w Paryżu; obecne miejsce pobytu nieznane.                                              |
| L. s. lipostictus  | Felis servalina liposticta | (Pocock, 1907)    | Mombasa, Kenia.        | Czaszka i skóra młodocianej samicy (sygnatura BMNH:Mamm:1913.4.14.1) ze zbiorów Muzeum Historii Naturalnej w Londynie. |

### Etymologia
- Leptailurus: gr. λεπτος leptos ‘delikatny, drobny’; αιλουρος ailouros ‘kot’[42].
- serval: fr. serval ‘serwal’, od port. cerval ‘ryś iberyjski’, od łac. cervus ‘jeleń’[43].
- constantinus: Konstantyna, Algieria[4].
- lipostictus: gr. λιπο- lipo- ‘bez’, od λειπω leipō ‘chcieć’[44]; στικτος stiktos ‘cętkowany’, od στιζω stizō ‘tatuować’[45].

## Zasięg występowania
Serwal sawannowy występuje w Afryce, zamieszkując w zależności od podgatunku:
- L. serval serval – południowa Afryka.
- L. serval constantinus – północne Maroko, Algieria oraz zachodnia i środkowo-północna Czarna Afryka.
- L. serval lipostictus – wschodnia Afryka od Sudanu do północnego Mozambiku.

## Siedlisko
Najchętniej żyją na terenach porośniętych wysoką trawą (głównie obszary stepowe), z łatwym dostępem do wody. Nie występuje w lesie tropikalnym ani na terenach pustynnych.

## Charakterystyka ogólna
Długość ciała (bez ogona) 59–92 cm, długość ogona 20–38 cm; masa ciała 7–13,5 kg; dorosłe samce są nieco większe i cięższe od dorosłych samic. Jest kotem średniej wielkości. Ma smukłe ciało osadzone na długich kończynach. Na małej głowie, osadzonej na długiej szyi, znajdują się duże uszy, które wychwytują każdy dźwięk. Sierść serwala jest jasnożółta, ozdobiona czarnymi cętkami. Dość krótki, sięgający pięt ogon zdobią czarne plamki i pierścienie. Nogi serwala przypominają kończyny geparda, ale mają inne zadanie do spełnienia. Są one najdłuższe w stosunku do wielkości ciała u kotów. Gepard posiada długie kości przedramienia, które sprawiają, że jest świetnym sprinterem. Serwal za to ma długie stopy, co czyni z tego kota wspaniałego skoczka, a także zwiększa zakres widoczności w bardzo wysokich trawach, w których czuje się zdecydowanie najlepiej.

## Pokarm
Żywi się gryzoniami i innymi drobnymi kręgowcami (zającowate, wiewiórkowate, góralki, kretoszczury), a także ptakami (flamingami, wikłaczami czerwonodziobymi, cyraneczkami), łowi ryby i nie gardzi małymi gadami i płazami oraz owadami (w tym szarańczą). Dietę uzupełniają świeżą trawą i owocami. Poluje prawie wyłącznie z ziemi. Atakuje skacząc wysoko, odrywając wszystkie 4 kończyny. Skacze także w celu wypłoszenia zwierzyny z gęstej roślinności. Gdy poluje na większą zwierzynę, atakuje wszystkimi czterema kończynami, gryzie i odskakuje. Serwal, aby zdobyć pokarm, potrafi nawet kopać, aby wygrzebać ofiarę z podziemnego tunelu (np. po kretoszczura).

## Tryb życia
Prowadzi samotniczy tryb życia. Samce mają zazwyczaj większe rewiry niż samice. Zdarza się, że terytoria kilku kotek nakładają się na siebie, jednak rzadko można spotkać dwa dorosłe osobniki chętnie przebywające ze sobą. Terytorium samca może nakładać się na rewiry kilku samic. Granice są utrzymywane przez częste znakowanie zapachowe i drapanie pni. Komunikują się za pomocą ostrych krzyków, warczenia, syczenia i mruczenia.

## Rozród
Gody odbywają się w różnych porach roku. Po których następuje ciąża trwająca od 67 do 77 dni (około 2–2,5 miesiąca), a po niej rodzi się 1–5 młodych (ważą ok. 250 gramów), najczęściej troje. Rodzą się w opuszczonej norze lub szczelinie skalnej. Zaraz po porodzie samica większość czasu przebywa w gnieździe. Mleko ssą przez 4–7 tygodni. Samica z młodymi musi polować dwa razy więcej, by wykarmić młode. Potomstwo zostaje z matką przez około rok (9–12 miesięcy). W tym czasie uczą się od niej. Samica z młodymi poluje zazwyczaj w dzień, chowając przedtem młode w norze lub w wysokiej, gęstej trawie, często zmieniając kryjówkę. Toleruje własnych synów tylko do chwili, gdy mogą się usamodzielnić, córki mogą przebywać na terytorium matki dłużej, bo aż do osiągnięcia dojrzałości płciowej (osiągają ją po 2 latach).

## Ochrona
Dawniej był obiektem polowań. Obecnie jest chroniony przepisami konwencji waszyngtońskiej (CITES). Pod ochroną znajduje się 13 podgatunków (w tym jeden jest na granicy wymarcia), ale tylko w 9 na 41 krajów, w których występuje, obowiązuje całkowity zakaz polowania.